# جي. سي. هاينز
جي. سي. هاينز هو محامي وسياسي أمريكي، ولد في 22 سبتمبر 1848 في بلادوينسفيل في الولايات المتحدة، وتوفي في 14 أبريل 1913.